# Kazimierz Rosen-Zawadzki
Kazimierz Rosen-Zawadzki, właśc. Kazimierz Rosen (ur. 1 stycznia 1900 w Warszawie, zm. 25 stycznia 1990 tamże) – polski historyk i teoretyk wojskowości, pułkownik ludowego Wojska Polskiego.

## Życiorys
Pochodził ze zasymilowanej rodziny żydowskiej. Był synem Pawła i Franciszki Żelazowskiej. Od 1909 uczęszczał do 2. Szkoły Realnej w Warszawie. W 1915 zdał maturę i zapisał się do Wyższej Szkoły Technicznej Wawelberga i Rotwanda. 1 października 1915 wstąpił do Legionów Polskich, a od listopada tego roku walczył na froncie. Jesienią 1916 wzięty do niewoli rosyjskiej, z której został uwolniony po rewolucji lutowej 1917. W latach 1918–1920 żołnierz 5 Dywizji Waleriana Czumy, walczył z Armią Czerwoną. W 1920 wzięty do niewoli, w 1921 zbiegł i wrócił do Polski.
10 lutego 1922 został mianowany z dniem 1 grudnia 1921 podporucznikiem w korpusie oficerów jazdy i wcielony do 8 pułku strzelców konnych. W 1926 wziął udział w zamachu majowym; uważał się wówczas za piłsudczyka. 27 stycznia 1930 został awansowany na rotmistrza ze starszeństwem z dniem 1 stycznia 1930 i 56. lokatą w korpusie oficerów kawalerii. 3 stycznia 1931 został przydzielony na sześciomiesięczny II Kurs Unitarny oficerów broni pancernych w Centrum Wyszkolenia Broni Pancernych w Warszawie. 6 czerwca 1935 został odwołany z praktyki w Ministerstwie Skarbu. W latach 30 XX w. opublikował ponad 20 artykułów analitycznych w prasie wojskowej. Do września 1939 pełnił służbę w 3 batalionie pancernym w Warszawie. W kampanii wrześniowej 1939 walczył jako oficer taktyczny 1 batalionu czołgów lekkich.
Po agresji ZSRR na Polskę zgłosił się do współpracy z władzami sowieckimi, jednak jako polski oficer został aresztowany i osadzony w obozie w Starobielsku. Współpracował z władzami obozowymi, przez co był bojkotowany przez polskich jeńców. Po likwidacji obozu w Starobielsku i wymordowaniu jeńców przeniesiony do obozu jenieckiego NKWD w Griazowcu, a następnie do tzw. willi rozkoszy w Małachówce, gdzie również współpracował z władzami sowieckimi. Rtm. Narcyz Łopianowski wspominał go jako bardzo zaangażowanego ideowo komunistę, wręcz prawą rękę Ł. Berii. Po ataku Niemiec na ZSRR w czerwcu 1941 bezskutecznie próbował wstąpić do Armii Czerwonej.
W sierpniu 1941 skierowany do armii Andersa jako „wtyczka” NKWD w polskim wojsku. Został dowódcą 5 batalionu pancernego, a następnie zastępcą komendanta Ośrodka Organizacyjnego Broni Pancernej. Za prowadzenie agitacji na rzecz ZSRR został w listopadzie 1942 zwolniony z armii, mimo to nie ustawał w próbach tworzenia prosowieckich organizacji wśród polskich żołnierzy. W październiku 1943 został aresztowany za zdradę i osadzony w więzieniu w Palestynie, następnie w Egipcie do czerwca 1946.
W lipcu 1946 wrócił do Polski i wstąpił do Polskiej Partii Robotniczej. Został przyjęty do ludowego Wojska Polskiego, zweryfikowany w stopniu majora ze starszeństwem z dniem 30 sierpnia 1946 i przydzielony do Wojskowego Instytutu Naukowo-Wydawniczego. 15 września 1946 został awansowany na podpułkownika. Następnie został członkiem Polskiej Misji Wojskowej w Paryżu, a później attaché wojskowym w Rzymie, gdzie bez skutku próbował prowadzić działalność wywiadowczą wobec ambasadora Stanisława Kota. Po powrocie do Warszawy został analitykiem wywiadowczym Oddziału II Sztabu Generalnego WP. W 1949 roku został usunięty z wojska, jako przedwojenny oficer WP. Podjął pracę w Polskim Instytucie Spraw Międzynarodowych, później w Państwowym Wydawnictwie Naukowym. Ukończył Akademię Nauk Politycznych w Warszawie.
18 czerwca 1952 został aresztowany przez Główny Zarząd Informacji MON, oskarżony o szpiegostwo na rzecz Francji i USA. Podczas śledztwa w areszcie GZ Informacji przy ul. Koszykowej przyznał się do winy, jednak w 1953 odwołał zeznania. W styczniu 1955 wypuszczony z więzienia.
Został pracownikiem Instytutu Historii PAN. Po październiku 1956 ponownie przyjęty do LWP i PZPR. 27 kwietnia 1959 został wyznaczony na stanowisko kierownika Zakładu IV Historii Wojska II Rzeczypospolitej Wojskowego Instytutu Historycznego. Pisał publikacje na temat powstań śląskich i II wojny światowej. W latach 60 XX w. zdystansował się od poglądów komunistycznych na rzecz częściowego powrotu do przekonań piłsudczykowskich. Zmarł 25 stycznia 1990 w Warszawie. Pochowany na Cmentarzu Wojskowym na Powązkach (kwatera A22-6-26).
Był żonaty z Anną Rosen-Zawadzką (1907-1977). Jego syn Andrzej zginął w powstaniu warszawskim.
W 2007, w postać Kazimierza Rosen-Zawadzkiego, w spektaklu Teatru Telewizji „Willa szczęścia”, wcielił się aktor Jacek Poniedziałek.

## Ordery i odznaczenia
- Krzyż Niepodległości (12 maja 1931)[9]
- Order Krzyża Grunwaldu III klasy (20 grudnia 1946)[10]
- Krzyż Walecznych (dwukrotnie)
- Srebrny Krzyż Zasługi (17 marca 1930)[11]